# قزقلعه (خوی)
قزقلعه، روستایی است از توابع بخش مرکزی شهرستان خوی استان آذربایجان غربی ایران. این روستا در ۹ کیلومتری شمال شهر خوی قرار دارد.

## جمعیت
این روستا در دهستان دیزج قرار داشته و بر اساس سرشماری سال ۱۳۸۵ جمعیت آن ۸۳۹نفر (۱۹۴ خانوار)
بوده‌است.